# یولیش
یولیش (به آلمانی: Jülich) شهری در ایالت نوردراین-وستفالن در کشور آلمان است. عمدهٔ شهرت شهر یولیش به‌دلیل وجود مرکز پژوهشی یولیش است.

## نگارخانه

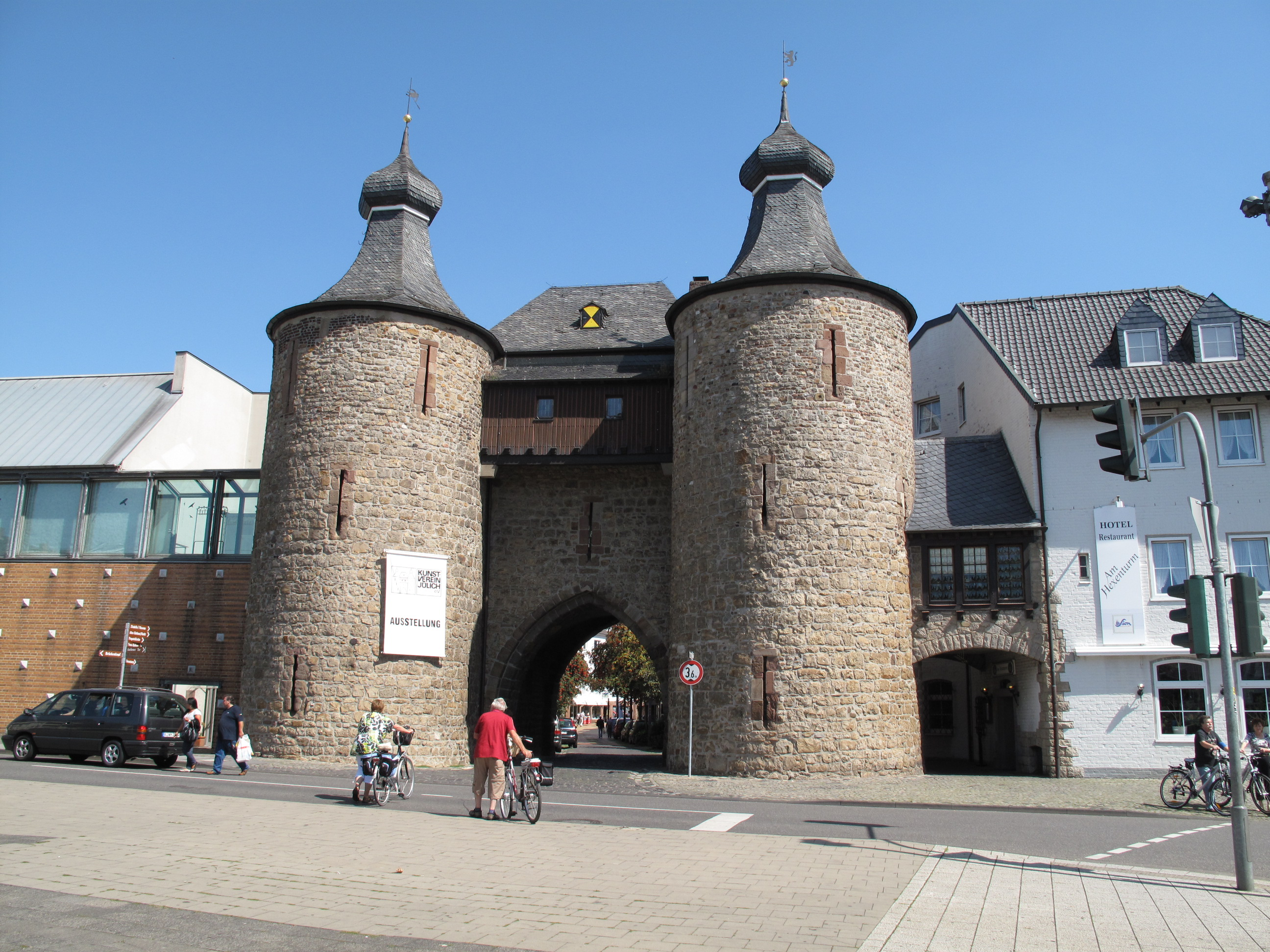
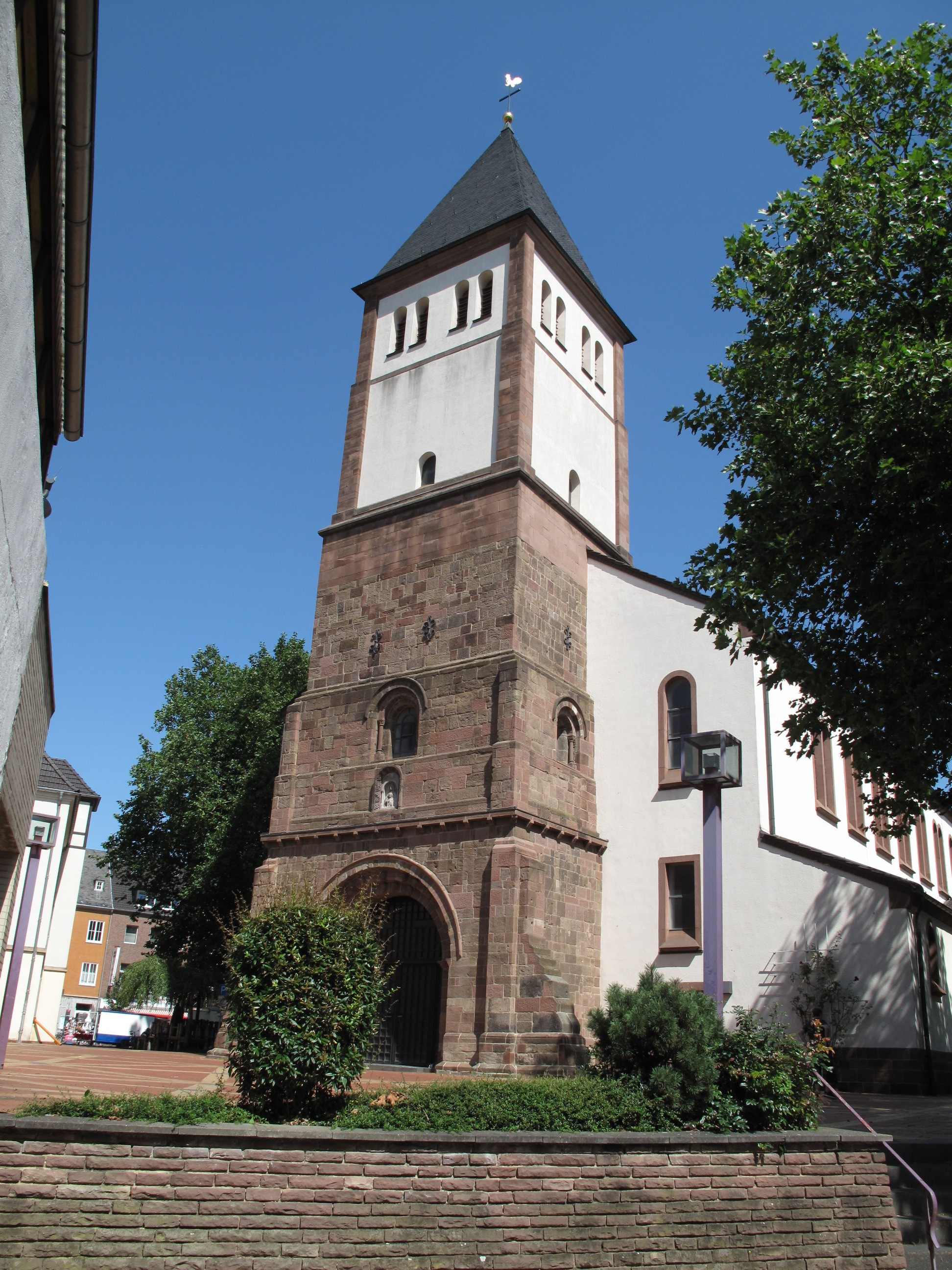